# 北近畿
北近畿（日语：／ Kita kinki */?）指的是日本本州近畿地方的日本海側地區。

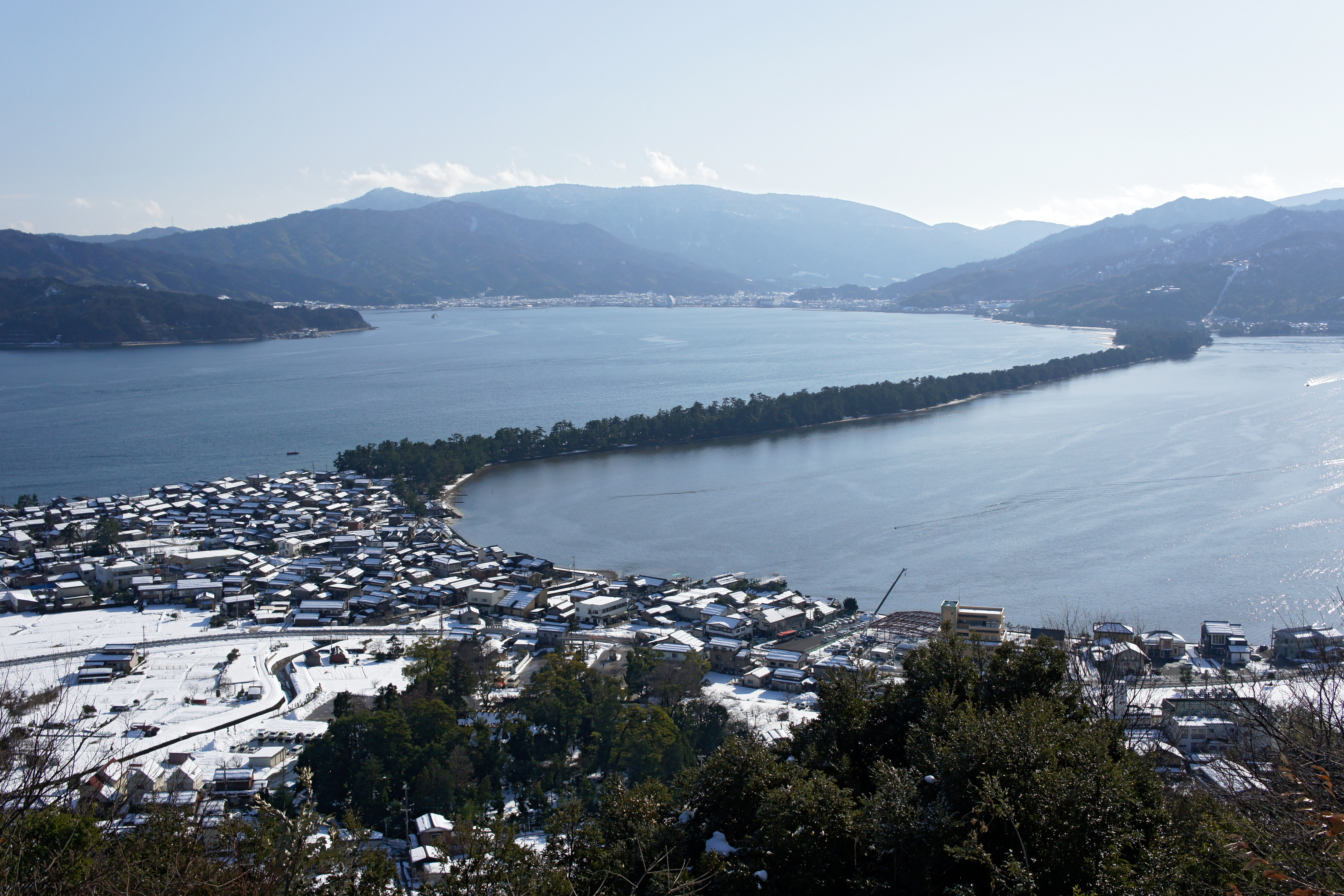
天橋立

## 概要
狹義上指京都府北部（旧丹波國大部、旧丹後国）與兵庫縣北部（旧但馬国、旧丹波国一部份）。這些地區在令制國相當于丹波國、丹後国、但馬国，取其頭文字，故又有「三丹」及「三たん」的名字。另外丹波国與京都及大阪關係密切的京都府龜岡市及南丹市、船井郡京丹波町被稱為南丹。
此地有山陰海岸國立公園及城崎温泉、日本三景之一的天橋立等名勝。夏季有游客來此進行海水浴，冬季則有人為品嘗螃蟹料理來此。京都府北部與兵庫縣北部的自治体為推進觀光事業而組成了北近畿廣域觀光聯盟。
廣義上還包括福井縣南部（嶺南）或全域。嶺南相當于令制国中的若狭国，自古就與舞鶴、米原和京都聯繫緊密。福井縣嶺南的自治体也有參加北近畿開發促進協議會。
第八管区海上保安本部位于舞鶴，兵庫縣北部、京都府北部、福井縣全域的海域歸其管轄。

## 關聯條目
- 北近畿號列車
- 山陰海岸国立公園
- 若狭湾国定公園
- 第八管区海上保安本部
- 環日本海地區
- 出羽國
- 北陸地方
- 山陰地方
- 南丹

## 外部連結
- 北近畿開發促進協議會
- 北近畿廣域觀光聯盟